# Je t'aime, filme-moi !
Pour plus de détails, voir Fiche technique et Distribution.
Je t'aime, filme-moi ! est une comédie documentaire française réalisée par Alexandre Messina, sortie en 2022.

## Fiche technique
- Titre original : Je t'aime, filme-moi !
- Réalisation : Alexandre Messina
- Scénario : Serge Thébaud, Alexandre Messina, Laetitia Thevenot et Michel Crémadès
- Musique :
- Décors :
- Costumes :
- Photographie :
- Montage :
- Production : Serge Tiar
- Sociétés de production : Fidélio Production
- Société de distribution : Fidélio Production
- Pays de production :  France
- Langue originale : français
- Format : couleur — 2,35:1
- Genre : comédie et documentaire
- Durée : 80 minutes
- Dates de sortie :
  - France : 15 juin 2022

## Distribution
- Christophe Salengro
- Karine Ventalon
- Michel Crémadès
- Jérémy Lorca
- Marc Rougé
- Marie-Bénédicte Roy
- Ophélie Bazillou
- Marc Dujarric
- Karine Dogliani
- Séverine Warneys
- Zinedine Soualem
- Pierre Richard
- Richard Sammel
- Pierre Santini
- Thomas Dutronc
- Radu Mihaileanu
- Bruno Putzulu
- Lionel Abelanski
- Stéphane Freiss
- Sophie Barjac
- Florence Darel
- Firmine Richard
- Bernard Ménez
- Patrick Braoudé
- Alix Bénézech
- Lââm
- Michel Leclerc
- Baya Kasmi
- Sandrine Alexi